# Колба ле Шательє — Кандло
Колба ле Шательє — Кандло — прилад, що являє собою скляну мірну колбу з лійкоподібною горловиною та градуйованою циліндричною частиною. Застосовується для визначення питомої ваги цементу за допомогою бензину, гасу або бензолу. Інколи прилад називають Волюметр ле Шательє — Кандло.